# Кортик

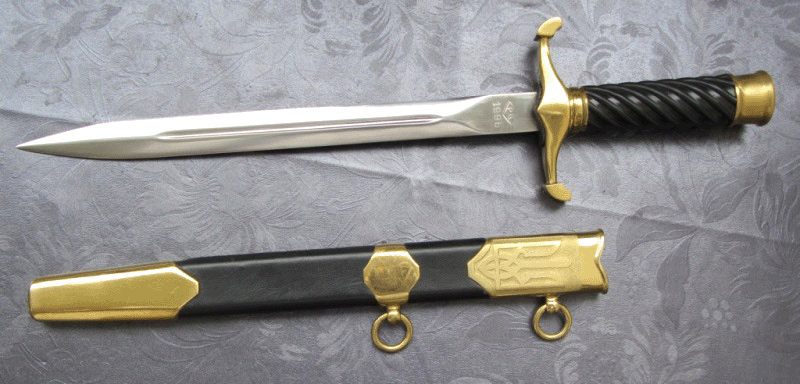
Кортик ВМС України

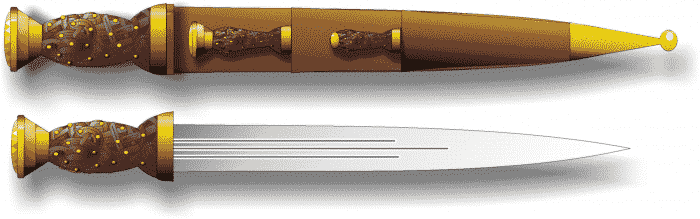
Шотландський кортик (дирк)

Ко́ртик — холодна колюча зброя з прямим тонким гранованим (в основному ромбічного перерізу) клинком двосічної форми. Грані клинка не заточені. Носиться в піхвах на поясній портупеї.
Кортик з'явився наприкінці XVI століття. Спочатку застосовувався як зброя в абордажному бою. У дореволюційній Росії кортик носили офіцери та цивільні чиновники морського відомства.
Кортик є предметом форменого одягу в військово-морських флотах і сухопутних підрозділах, а також поліції різних держав. У ВМФ входить до складу форменого одягу адміралів, генералів, офіцерів, мічманів. Носиться за особливою вказівкою при парадно-вихідній формі, на парадах.

## Походження назви
Згідно з основною етимологічною версією, слово «кортик» походить з пол. kordzik — зменшеної форми від kord (скорочена форма від mizerykordia — «кинджал-мізерикордія»).
Слово «корд» у значенні виду зброї походить від перського слова «кард», яким перси свого часу означали різновид залізного ножа. В європейських країнах цим словом називали кинджали з досить довгим клинком (інколи до 60 см), товщина якого була середньою між товщиною шаблі й меча, аналог європейського палаша. У польських кіннотників був на озброєнні до кінця 18 ст. У Росії так іменували коротку шпагу, що стала прототипом кортика.
За іншою версією, назва зброї пов'язана з нід. korte — «короткий».

## Історія

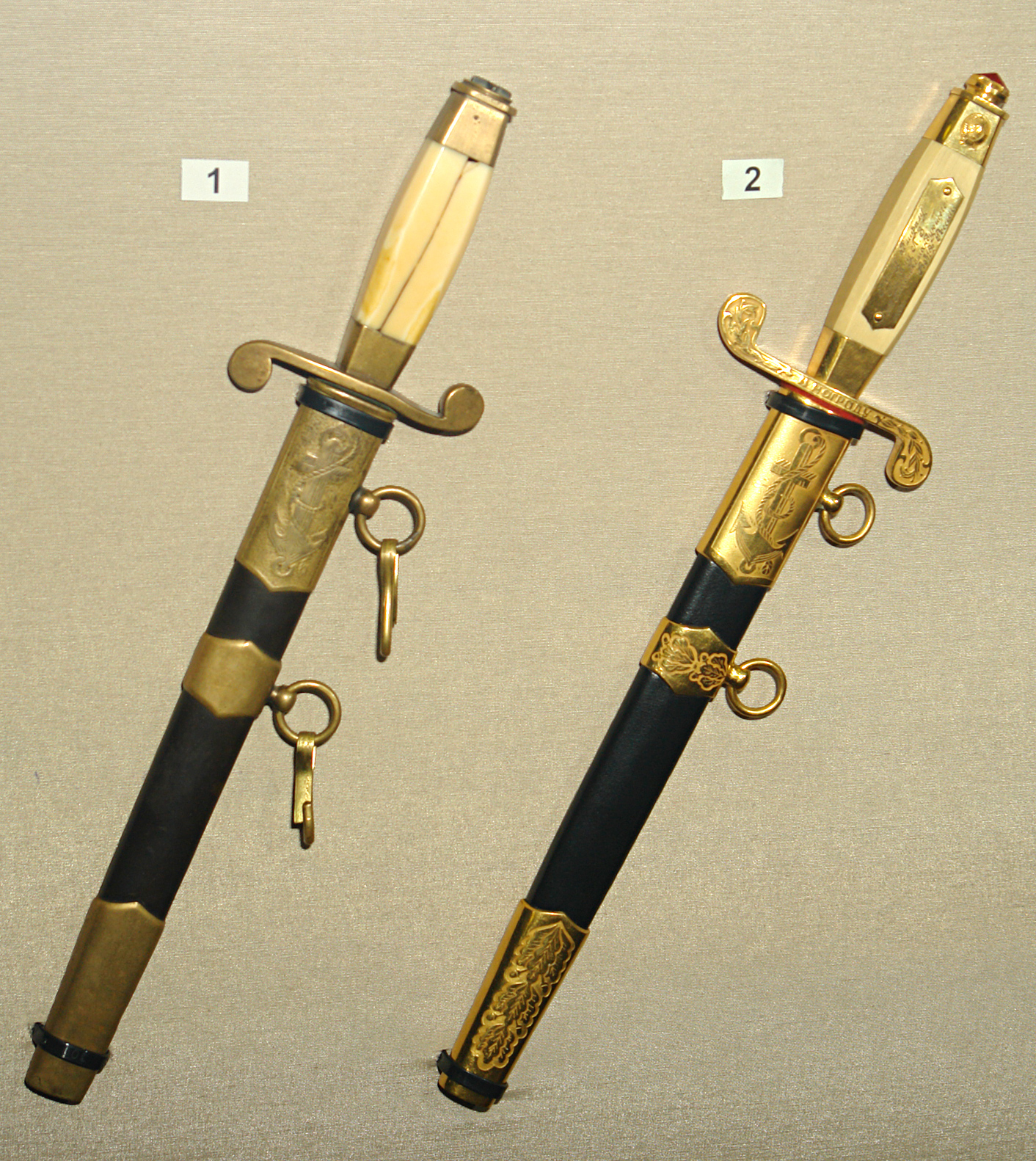
1 = Кортик радянський морський офіцерський. 1940
2 = Кортик радянський морський офіцерський нагородний зр. 1945
(Військово-історичний музей артилерії, інженерних військ та військ зв'язку, Санкт-Петербург)

Кортики з'являються з кінця XVI століття. Їх поява зумовлена необхідністю мати клинкову зброю, довшу за звичайний кинджал і коротшу за меч, зручну для абордажного бою. Клинок 50-80 см завдовжки вдовольняв вимогам для сутичок у стіснених корабельних просторах; крім того, його можна було швидко вийняти з піхов, перейшовши на палубу ворожого корабля. Англійський кортик являв собою морський варіант дирка. В Іспанії в другій половині XVII ст. для абордажного бою була розроблена спеціальна вкорочена важка шпага, аналогічна англійському морському дирку. Поряд з кортиками, для рукопашних сутичок на морі використовувалися абордажні шаблі («катласси») та абордажні палаші.
У Російській імперії кортик входив до складу озброєння офіцерських і цивільних чинів морського відомства. За імператриці Анни Іоанівни він замінив шпагу у деяких немуштрових чинів у сухопутних військах, наприклад, у полкових майстрів. У 1777 р. були впроваджені кортики в 13,5 вершка (60 см) завдовжки, замість шпаг, для унтер-офіцерів єгерських батальйонів (вони могли насаджуватися на штуцери як багнет-ножі); пізніше ними були озброєні і немуштрові чини названих батальйонів. Кортик носили на поясній муаровій портупеї з оксамитовою підкладкою, без темляка.
У Радянській Армії кортик був елементом парадної і повсякденної форми офіцерів і генералів до 1958 року, до початку 1990-х років — елементом парадної форми.
У 1914 носити кортик стали і льотчики, серед яких було чимало морських офіцерів. Скасована в 1917, у 1949 році традиція його носіння повернулася у ВПС, і кортик до 1958 року був частиною повсякденної і парадної форми офіцерів і генералів. З 1958 року видають кортик тільки для участі в парадах.

## Кортик ВМС України

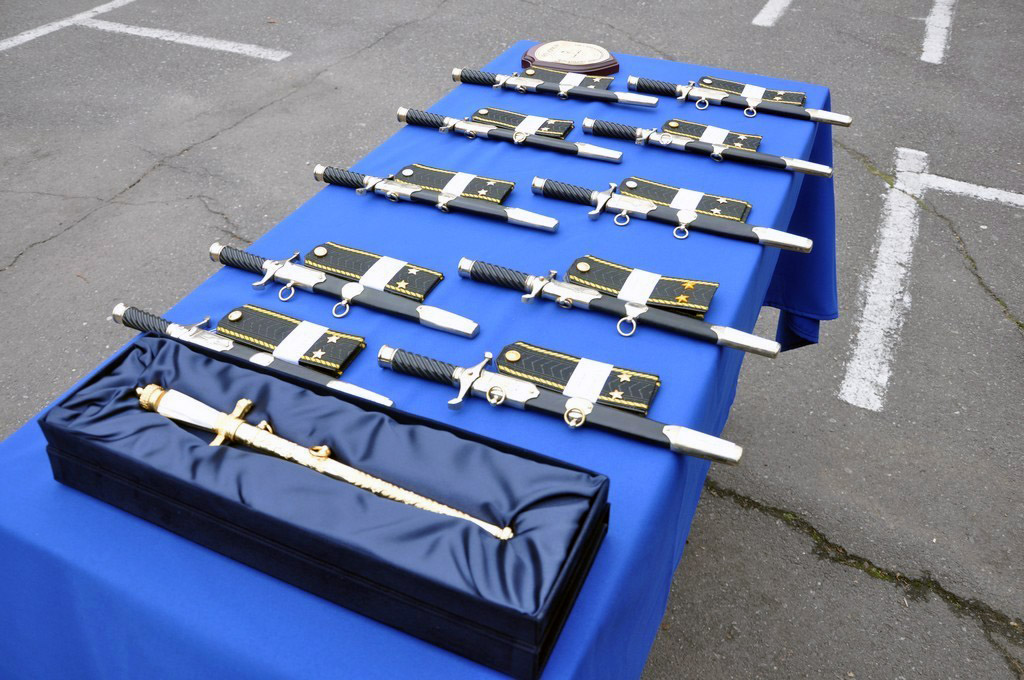
Сучасний варіант кортика, що використовується у ВМС ЗС України (2016)

У 1918 за правління гетьмана Павла Скоропадського розроблявся проект власного вітчизняного кортика як обов'язкового атрибута форми для офіцерського складу. При цьому він не був копією кортика Російського імператорського флоту.
З 1991 Міністерством оборони України розглядалося декілька зразків кортика ВМС України — було оголошено відповідний конкурс на створення кращого зразка цього виду холодної зброї. Через певні причини робота зі створення кортика затягнулася на декілька років. І нарешті у 1994 р. кортик ВМС України було прийнято на озброєння. Авторами проекту та розробки дизайну стали К. Федорчук, Б. Кіча, А. Скворцов та С. Жук.
Серійне виробництво кортика здійснювалося на судно-механічному заводі Міноборони у Феодосії. Клинок кортика виготовлений із нержавіючої сталі, деталі прибора литі з латуні, піхви дерев'яні, обтягнуті шкірою, малюнки на усті піхов виконані методом лазерного гравірування.
Опис та розміри кортика ВМС Збройних сил України:
- загальна довжина — 33 см;
- довжина клинка — 22,7 см;
- довжина — 10,3 см;
- ширина клинка — 1,8 см;
- ширина хрестовини — 8,4 см.

З обох боків клинок має по одному долу завдовжки 12,7 см і завширшки 0,3 см. У латунній хрестовині кортика, яка має вигляд лап якоря, вмонтовано кнопковий фіксатор, що дозволяє утримувати кортик у піхвах від випадкового випадання. Щічки руків'я монолітні, круглі у поперечному розрізі, виготовлені із чорного ебоніту і мають гвинтовий наріз (заглиблення) по всій довжині поверхні від хрестовини до верхів'я. Верхів'я руків'я має загальний вигляд зрізаного конуса з розширенням до його закінчення. Прибор піхов складається з устя, двох гайок з кільцями і наконечника (так званого стакана). На усті піхов з одного боку вигравірувано герб України — тризуб на щиті, з іншого — розу вітрів.
Портупея складається з двох тканих синтетичних ремінців чорного кольору і латунного ланцюжка з гачком на кінці. На ремінцях з обох сторін є карабіни для кріплення до поясного ременя і піхов, а також дві овальні латунні пряжки, кожна з яких складається з двох круглих блях із зображенням якоря в обрамленні лаврових гілок. Темляк не використовується.